# Cannone a ioni
Il cannone a ioni è una macchina elettromeccanica operante in alto vuoto in grado di accelerare ioni. All'interno della camera a vuoto funziona la testa ionica mossa da attuatori meccanici che le permettono di orientare il fascio ionico verso la direzione voluta, di solito contro un bersaglio montato a pochi centimetri di distanza. Gli ioni colpiscono il bersaglio e lo abradono per azione meccanica e talvolta chimica. Le caratteristiche più notevoli sono l'uniformità del trattamento, la sua riproducibilità, l'elevata precisione raggiungibile.

## Storia
La diffusione dei cannoni ionici per scopi scientifici e commerciali ebbe inizio negli anni settanta grazie alla nascita delle teste ioniche Kaufman. Loro predecessori furono i thruster a vapori di mercurio sviluppati negli anni sessanta alla NASA. Il drogaggio dei semiconduttori per modificarne le proprietà conduttive, eseguito sulla superficie del materiale tramite ioni ad alta energia, fu tra le prime attività svolte con questa nuova tecnica. Poco dopo iniziò l'uso di fasci ionici per lavorare superfici e depositare materiale impiantando atomi negli strati più esterni di altri materiali.

## Metodologie d'impiego
- abrasione (ion beam sputtering)
- impianto di materiale (ion beam etching)
- deposito di materiale (ion beam assisted deposition)
- propulsione (ion beam propulsion)

## Applicazioni
Questa tecnologia si è rivelata efficace nei compiti dove il materiale da depositare è di pochi spessori atomici oppure quando la precisione richiesta è estrema. Operare in alto vuoto garantisce l'accurato controllo delle contaminazioni esterne o di materiali interni alla camera; per contro richiede attrezzature costose. Il metodo è versatile e adatto a lavori di pulizia delle superfici, impianto di sostanze a bassa volatilità, attacco chimico con l'impiego di gas attivi, deposito di materiale per evaporazione, costruzione di strati diamantati, abrasione. Un caso particolare di notevole interesse scientifico è l'impiego nella propulsione di sonde spaziali, dove la testa ionica imprime una debole ma sufficiente spinta al veicolo grazie allo scambio di quantità di moto con gli ioni espulsi. Gli utilizzi più tipici sono i seguenti:
- drogaggio di semiconduttori (ion beam etching)
- pulizia di superfici che accoglieranno film sottili (ion beam cleaning)
- abrasione di materiali (ion beam sputtering)
- deposito superficiale di materiale (ion beam deposition)
- litografia per stampaggio di nanocircuiti su wafer di Silicio (ion beam lithography)
- rifinitura di ottiche di altissima precisione (ion beam figuring)
- rifinitura di mandrini superpuliti (ion beam figuring)
- analisi di materiali allo stato solido: spettroscopia e cristallografia
- propulsione ionica per sonde spaziali (ion beam propulsion)

## Come funziona
Atomi di gas nobile (di solito Argon o Xeno) vengono ionizzati e accelerati nella testa ionica, un oggetto cilindrico grande all'incirca come una lattina di birra o poco più a seconda dei modelli e diviso in due settori: la camera di ionizzazione e la camera acceleratrice. Nella camera di ionizzazione gli atomi del gas vengono ionizzati, cioè spogliati dei loro elettroni, e divengono cariche positive giacché gli sono state asportate cariche negative -gli elettroni- che equilibravano il sistema e lo rendevano elettricamente neutro. Nella camera acceleratrice questi ioni vengono accelerati da un campo elettrico creato fra le armature della camera, violentemente espulsi all'estremità e collimati da una coppia di griglie il cui ruolo è simile a quello della lente di un proiettore per diapositive, grazie a un secondo campo elettrico. Ciò è possibile perché gli ioni sono elettricamente carichi e risentono del campo.
Ci sono varie tecnologie per ionizzare il gas all'interno della camera di ionizzazione, le due più comuni sono basate sul catodo a filamento caldo e sul catodo cavo. La prima fu sviluppata da Manfred von Ardenne e si usa in ispecie nei cannoni duoplasmatron e nella propulsione spaziale; la seconda è impiegata nelle teste Kaufman usate tra l'altro per la rifinitura delle ottiche. Si può immettere nella testa ionica gas non inerti, oltre quello nobile usato per la ionizzazione, allo scopo di favorire l'attacco chimico sui materiali sensibili a questo tipo di agenti e ridurre i tempi di lavorazione. Tutto questo avviene all'interno di una camera a vuoto perché la testa ionica può funzionare solo a pressioni minori di {\displaystyle 10^{-4}} mBar e perché gli ioni da essa accelerati perderebbero altrimenti energia cinetica collidendo con le molecole dell'aria. Il fascio visto attraverso l'oblò della camera ha l'aspetto di un debole cono luminescente capovolto di colore viola bluastro. Le sue dimensioni dipendono dal tipo di testa e di griglie montate, in media  varia da qualche centimetro di diametro a una decina o più.
Nelle tipiche lavorazioni abrasive la testa ionica può traslare su un piano grazie a un sistema cartesiano di slitte meccaniche micrometriche e orientarsi verso le zone del bersaglio che si desidera abradere. Gli ioni colpiscono il bersaglio e lo erodono per azione meccanica con tasso e profilo di rimozione che dipendono dalla natura del substrato del materiale, dall'intensità del fascio, dal tipo di gas ionizzato, dalla pressione, dalle caratteristiche geometriche e meccaniche della camera e della testa ionica. A parità di configurazione dell'intero sistema il profilo risulta molto stabile e ben modellizzabile con il calcolo matematico.
È uno strumento costoso e molto delicato, difficile da operare.